# Ein Mädchen aus Paris
Ein Mädchen aus Paris ist ein deutscher Spielfilm aus dem Jahre 1954 von Franz Seitz mit der Französin Etchika Choureau in der Titelrolle. An ihrer Seite spielt Erich Schellow einen deutschen Studenten.

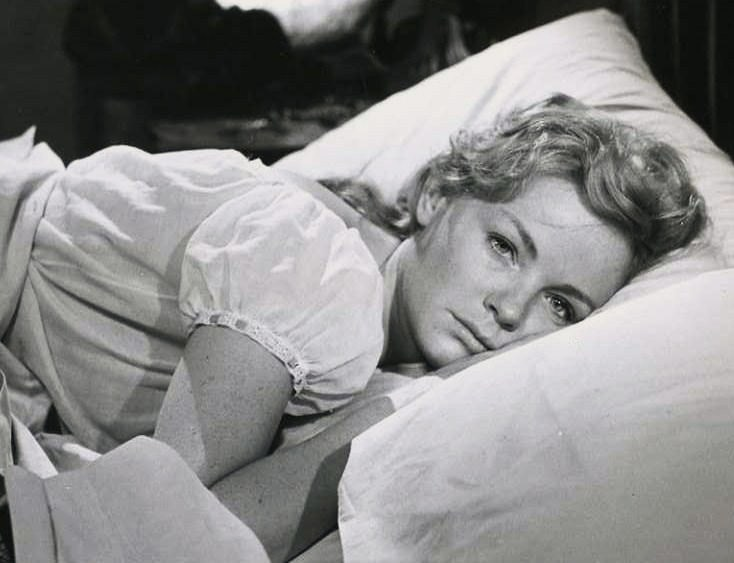
Spielt das Mädchen aus Paris: Etchika Choureau

## Handlung
Der alte Louis Schubarth wanderte einst, vor 25 Jahren, von Deutschland nach Frankreich aus. Dort ließ er sich in Paris nieder und hat in der Folgezeit ein erfolgreiches Im- und Exportgeschäft mit Südfrüchten und Gemüse aufgezogen. Seine ganze Liebe gilt dem Sammeln von asiatischer Kunst ... und dem Töchterchen Madeleine, das mittlerweile zu einer attraktiven jungen Frau herangewachsen ist. Auf der anderen Seite des Rheins lebt Mathias Wilbers, selbe Generation wie Louis und von Beruf ein Fabrikant von Blasinstrumenten, die er im westfälischen Hückeswagen herstellt. Eines Tages fahren beide Männer zu einer Kunstauktion nach München, wo eine Reihe erlesener Asiatika zum Verkauf steht. Während der Versteigerung kommt es zwischen den beiden Männern zu einem wahren Bietergefecht, bei der der eine dem anderen nichts schenkt. Erst spät erkennen sich Wilbers und Schubarth wieder: sie waren einst, lange vor dem Krieg, Studienkollegen. Feuchtfröhlich wird dieses Wiedersehen gefeiert. Louis lernt schließlich auch Wilbers erwachsenen Sohn Robert kennen und findet Gefallen an dem jungen Mann.
In der allgemeinen Starkbierlaune, gepaart mit der Wiedersehensfreude, hat Louis die Idee, seine Madeleine, die Jurastudentin, mit Mathias’ Robert, der gleichfalls Jurakurse belegt hat, zusammenzubringen. Die beiden Alten hecken einen Plan aus: Madeleine soll nach München anreisen und hier ein paar Auslandssemester ranhängen. Robert wird, so sagt er zu, ein waches Auge auf die hübsche Blondine haben, damit ihre Aufmerksamkeit ganz dem Studium und nicht etwa etwaigen anderen Verlockungen gilt. Madeleine reist, trotz anfänglich stark reduzierter Begeisterung, tatsächlich an. Robert ist entzückt, als er die reizende, sympathische Französin sieht. Das Mädchen aus Paris lässt sein Herz höher schlagen, und der deutsche Studiosus nimmt sich vor, Madeleine in „sein“ München einzuführen. Bei Musik und Tanz kommen sich die beiden Turteltauben näher und beginnen sich ineinander zu verlieben. Als eines Tages ein Verehrer Madeleines aus Paris ihr nachreist, kommt es zu ersten Wolken am Himmel. Nach Madeleines vorübergehender „Flucht“ infolge einiger Eifersuchtsanfälle und Missverständnisse, die zeitweilig das Glück Madeleines und Roberts trüben, erkennt das deutsch-französische Paar, dass es für immer zusammengehört.

## Produktionsnotizen
Ein Mädchen aus Paris entstand im Spätfrühling 1954 in München und Umgebung sowie in Paris und wurde am 23. November desselben Jahres im Berliner Marmorhaus uraufgeführt. 
Die Filmbauten schuf Arne Flekstad. Günther Schwenn schrieb den Text zu Peter Kreuders Musik.

## Kritiken
Der Spiegel urteilte: „Der jazzfreudige Jura-Student aus München (Erich Schellow) sendet der schmollenden Jura-Studentin aus Paris (die aparte Französin Etchica [sic!] Choureau) ein Liebeslied nach, das auf seinem kometenhaften Weg aller Welt und so endlich auch der Davongelaufenen die ehrlichen Absichten des Urhebers offenbart. Klobiges Lustspiel mit wenigen, fröhlichen Ausbrüchen ins Montmartre- und Schwabing-Idyll..“
Im Filmdienst heißt es: „Das dürftige Drehbuch dieser Nachkriegskomödie mit grober Verzeichnung des Studentenalltags wollte sich die Anfänge der deutsch-französischen Verständigung zunutze machen.“